# Gare de Nagamachi
La gare de Nagamachi (長町駅, Nagamachi-eki) est une gare ferroviaire située dans la ville de Sendai, dans la préfecture de Miyagi au Japon. La gare est exploitée par la JR East et le métro de Sendai.

## Situation ferroviaire
La gare de Nagamachi est située au point kilométrique (PK) 347,3 de la ligne principale Tōhoku et au PK 12.4 de la ligne Namboku.

## Historique
La gare est inaugurée le 2 novembre 1894 comme gare militaire. Elle ouvre au public le 21 février 1896. Le métro y arrive le 15 juin 1987.

## Service des voyageurs

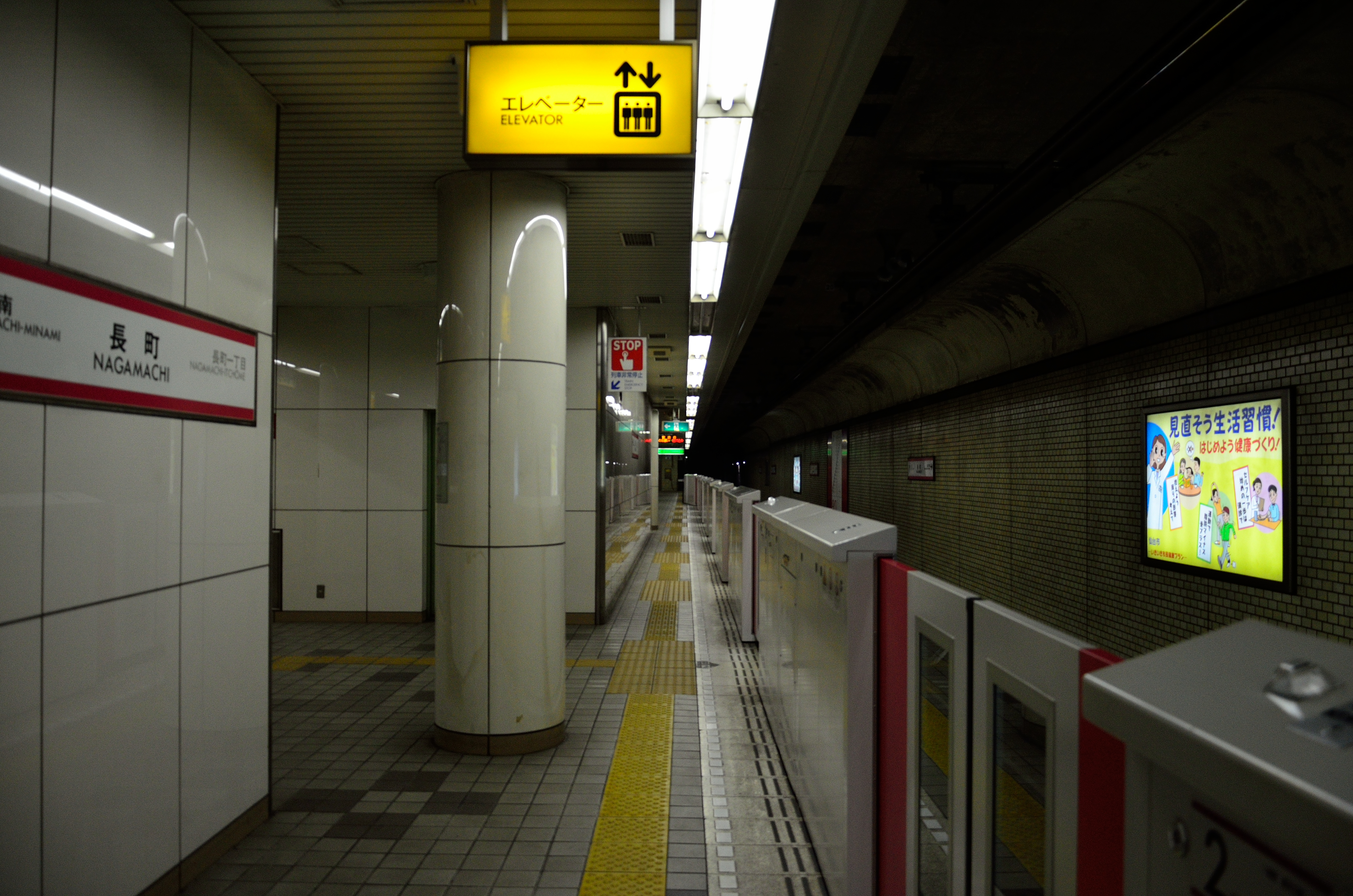
Vue du quai de la station de métro.

### Accueil
La gare dispose d'un bâtiment voyageurs, avec guichets, ouvert tous les jours.

### Desserte

#### JR East
- Ligne principale Tōhoku :
  - voie 1 : direction Sendai
  - voie 2 : direction Natori (interconnexion avec la ligne de l'Aéroport de Sendai pour l'Aéroport de Sendai), Iwanuma (interconnexion avec la ligne  Jōban pour Haranomachi), Shiroishi et Fukushima

#### Métro de Sendai
- Ligne Namboku :
  - voie 1 : direction Tomizawa
  - voie 2 : direction Izumi-Chūō